# Daniel Trenton
Pour les articles homonymes, voir Trenton.
Daniel Trenton (né le 1er mars 1977 à Melbourne) est un taekwondoïste australien. Il a obtenu la médaille d'argent lors des Jeux olympiques d'été de 2000 dans la catégorie des plus de 80 kg, après sa défaite en finale contre Kim Gyeong-hun. Aux Championnats du monde 1999, il est médaillé de bronze en plus de 84 kg.